# Баустерт
Баустерт (њем. Baustert) општина је у њемачкој савезној држави Рајна-Палатинат. Једно је од 235 општинских средишта округа Ајфелкрајс Битбург-Прим. Према процјени из 2010. у општини је живјело 501 становника. Посједује регионалну шифру (AGS) 7232009.

## Географски и демографски подаци
Баустерт се налази у савезној држави Рајна-Палатинат у округу Ајфелкрајс Битбург-Прим. Општина се налази на надморској висини од 300 метара. Површина општине износи 4,5 km². У самом мјесту је, према процјени из 2010. године, живјело 501 становника. Просјечна густина становништва износи 112 становника/km².